# Трновець (Видем)
Трновець (словен. Trnovec) — поселення в общині Видем, Подравський регіон, Словенія.